# Willem van Boelre
Willem van Boelre was een 15e-eeuwse bouwmeester te Utrecht.
Hij werkte onder andere aan de Jacobikerk (1423) en coördineerde in 1423-1442 de bouw van de Domkerk. Verder is bekend dat hij beelden maakte voor de Pieterskerk te Leiden en de St. Bavokerk te Haarlem.